# Мошенниково
Мошенниково — деревня в Грязовецком районе Вологодской области.
Входит в состав Юровского муниципального образования, с точки зрения административно-территориального деления — в Юровский сельсовет.
Расстояние по автодороге до районного центра Грязовца — 24 км, до центра муниципального образования Юрово — 4,3 км. Ближайшие населённые пункты — Коротыгино, Андраково, Шумлево, Шнякино.
По данным переписи в 2002 году постоянного населения не было.